# Кубок Наследного принца Катара 1997
Кубок Наследного принца Катара 1997 года — 3-й розыгрыш Кубка Наследного принца Катара, проходивший с 29 апреля по 8 мая. В соревновании приняли участие 4 лучшие команды Катара по итогам Лиги звёзд Катара 1996/1997.

## Участники
- Аль-Араби : чемпион Лиги звёзд Катара 1996/1997
- Эр-Райян : 2-е место в Лиге звёзд Катара 1996/1997
- Аль-Иттихад : 3-е место в Лиге звёзд Катара 1996/1997
- Ас-Садд : 4-е место в Лиге звёзд Катара 1996/1997

## Детали матчей

### 1/2 финала
| Ас-Садд | 0 – 0 | Эр-Райян |
| ------- | ----- | -------- |
|         |       |          |

| Аль-Иттихад | 1 – 2 | Аль-Араби |
| ----------- | ----- | --------- |
|             |       |           |

| Эр-Райян | 1 – 0 | Ас-Садд |
| -------- | ----- | ------- |
|          |       |         |

| Аль-Араби | 2 – 3 | Аль-Иттихад |
| --------- | ----- | ----------- |
|           |       |             |
| Пенальти  |       |             |
|           | 5 – 3 |             |

### Финал
| Эр-Райян | 0 – 0 | Аль-Араби |
| -------- | ----- | --------- |
|          |       |           |
| Пенальти |       |           |
|          | 3 – 4 |           |

| Кубок Наследного принца Катара Победитель 1997 |
| ---------------------------------------------- |
| Аль-Араби 1-й титул                            |